# Luc (Vorname)
Luc ist ein männlicher Vorname.

## Verbreitung
Als männlicher Name ist Luc primär in Frankreich, Belgien, Kanada und der Schweiz gebräuchlich. 2021 belegte er in der Schweiz bei Neugeborenen den 275. Rang der beliebtesten Knabennamen, im Jahr 2000 noch den Rang 121.

## Namensträger
- Luc Alphand (* 1965), französischer Skirennläufer und Motorsportler
- Luc Abalo (* 1984), französischer Handballspieler
- Luc Arbogast (* 1975), französischer Musiker
- Luc Besson (* 1959), französischer Filmregisseur, Filmproduzent und Autor
- Luc Boltanski (* 1940), französischer Soziologe
- Luc Bondy (1948–2015), Schweizer Regisseur
- Luc Castaignos (* 1992), niederländischer Fußballspieler
- Luc Courchetet d’Esnans (1695–1776), französischer Jurist, Agent der Hansestädte am französischen Hof
- Luc Dardenne (* 1954), belgischer Filmemacher
- Luc Deflo (1958–2018), belgischer Thrillerautor
- Luc Donckerwolke (* 1965), belgischer Autodesigner
- Luc Ferrari (1929–2005), französischer Komponist, Klangkünstler und Hörspielmacher
- Luc Gnacadja (* 1958), beninischer Politiker und Architekt
- Luc Hoffmann (1923–2016), Schweizer Ornithologe, Naturschützer und Philanthrop
- Luc Houtkamp (* 1953), niederländischer Jazz-Saxophonist, Computer-Musiker und Komponist
- Luc Illusie (* 1940), französischer Mathematiker
- Luc Jacquet (* 1967), französischer Filmregisseur
- Luc Leysen (1945–2020), belgischer Journalist
- Luc Longley (* 1969), australischer Basketballspieler
- Luc Leblanc (* 1966), französischer Radrennfahrer
- Luc Mbah a Moute (* 1986), kamerunischer Basketballspieler
- Luc Montagnier (1932–2022), französischer Virologe und Nobelpreisträger
- Luc Nilis (* 1967), belgischer Fußballspieler
- Luc Oggier (* 1989), Schweizer Sänger und Rapper
- Luc Plamondon (* 1942), kanadischer Songwriter
- Luc Robitaille (* 1966), kanadischer Eishockeyspieler
- Luc Schuiten (* 1944), belgischer Architekt
- Luc Tuymans (* 1958), belgischer Maler
- Luc Winants (1963–2023), belgischer Schachspieler

weiblich:
- Luc Jochimsen (urspr. Lukrezia Luise, * 1936), deutsche Journalistin